# Identifikation 17:53
Identifikation 17:53 er en dansk dokumentarfilm fra 1972 instrueret af Erik Frohn Nielsen.

## Handling
Overvågning af skibsfart i danske og tilstødende nabolandes farvande, optaget fra fregatten Peder Skram.